# The Last Warrior
The Last Warrior ist ein US-amerikanischer Actionfilm von Regisseur Sheldon Lettich aus dem Jahr 2000, mit Dolph Lundgren in der Hauptrolle.

## Handlung
Der US Army-Offizier Nick Preston brüskiert die Präsidentin. Als Strafe wird er auf eine Deponie für ausgedientes Militärmaterial versetzt. Kaum hat er seinen Dienst angetreten, da trennt ein heftiges Erdbeben Kalifornien vom Festland ab. Kalifornien und der Kontinent sind unerreichbar durch ein hochtoxisches Meer getrennt.
Nachdem Preston und McBride die Rangfolge geklärt haben, beginnen sie zusammen mit Simco den Stützpunkt wieder aufzubauen. Aber nicht nur sie haben überlebt, sondern auch eine Horde brutaler Häftlinge eines Hochsicherheitsgefängnisses. Die Häftlinge unter Führung des charismatischen Jesus wollen das Wasser des Stützpunktes und halten neben einer jungen Frau und ihrer Schar Kinder auch Simcos Frau und einen Piloten gefangen, der einen Weg zurück zum Festland kennen könnte. Preston und die anderen stellen sich dem Kampf und es gelingt ihnen alle zu befreien.

## Kritiken
„Actionfilm mit zurückhaltend eingesetzten Effekten, der zwar eine genretypische Atmosphäre zu erzeugen weiß, dabei aber reaktionären Ideen nicht abhold ist.“